# 박성혜
박성혜(1978년 7월 25일 ~ )은 대한민국의 배우이다. 1997년 SBS 7기 공채 탤런트로 정식 데뷔하였다.

## 출연작

### 영화 작품
- 2002년 《예스터데이》 ... 납치자 미키 역

### TV 드라마 작품
- 2002년 SBS 《오남매》
- 2001년 SBS 《이 부부가 사는 법》
- 2000년 SBS 《여자만세》
- 2000년 SBS 《줄리엣의 남자》
- 2000년 SBS 《덕이》
- 1999년 SBS 《맛을 보여드립니다》
- 1999년 SBS 《행진》
- 1999년 SBS 《약속》
- 1999년 SBS 《젊은 태양》
- 1999년 SBS 《청춘의 덫》
- 1999년 SBS 《카이스트》
- 1999년 SBS 《지금은 사랑할 때》
- 1998년 SBS 《미우나 고우나》
- 1998년 SBS 《7인의 신부》
- 1998년 SBS 《사랑해 사랑해》
- 1998년 SBS 《서울 탱고》
- 1998년 SBS 《순풍산부인과》
- 1997년 SBS 《지평선 너머》
- 1997년 SBS 《아름다운 그녀》
- 1997년 SBS 《모델》
- 1997년 SBS 《여자》
- 1997년 SBS 《LA아리랑》
- 1997년 SBS 《형제의 강》